# Northern Marianas Open 2023
Die Northern Marianas Open 2023 im Badminton wurden vom 6. bis zum 11. Juni 2023 in Saipan ausgetragen. Es war die Erstauflage dieser Turnierserie.

## Sieger und Platzierte
| Disziplin    | Gold                       | Silber                       | Bronze                         |
| ------------ | -------------------------- | ---------------------------- | ------------------------------ |
| Herreneinzel | Liao Jhuo-fu               | Jeon Hyeok-jin               | Riku Hatano                    |
| Herreneinzel | Liao Jhuo-fu               | Jeon Hyeok-jin               | Su Li-yang                     |
| Dameneinzel  | Kim Ga-ram                 | Tomoka Miyazaki              | Sim Yu-jin                     |
| Dameneinzel  | Kim Ga-ram                 | Tomoka Miyazaki              | Sung Shuo-yun                  |
| Herrendoppel | Wei Chun-wei Wu Guan-xun   | Jin Yong Na Sung-seung       | Kim Young-hyuk Wang Chan       |
| Herrendoppel | Wei Chun-wei Wu Guan-xun   | Jin Yong Na Sung-seung       | Lin Yu-chieh Su Li-wei         |
| Damendoppel  | Hsu Ya-ching Lin Wan-ching | Lee Yu-lim Shin Seung-chan   | Chang Ching-hui Yang Ching-tun |
| Damendoppel  | Hsu Ya-ching Lin Wan-ching | Lee Yu-lim Shin Seung-chan   | Chiu Pin-chian Tung Ciou-tong  |
| Mixed        | Wang Chan Shin Seung-chan  | Hashiru Shimono Miku Shigeta | Hiroki Nishi Akari Sato        |
| Mixed        | Wang Chan Shin Seung-chan  | Hashiru Shimono Miku Shigeta | Wu Guan-xun Yang Chu-yun       |